# (2078) Nanking
(2078) Nanking – planetoida z grupy przecinających orbitę Marsa okrążająca Słońce w ciągu 3 lat i 237 dni w średniej odległości 2,37 au. Została odkryta 12 stycznia 1975 roku. Przed nadaniem nazwy planetoida nosiła oznaczenie tymczasowe (2078) 1975 AD.